# Passiflora tonkinensis
Passiflora tonkinensis är en passionsblomsväxtart som beskrevs av De Wilde. Passiflora tonkinensis ingår i släktet passionsblommor, och familjen passionsblomsväxter. Inga underarter finns listade i Catalogue of Life.